# John Dahl
John Dahl (Billings, 11 dicembre 1956) è un regista e sceneggiatore statunitense.

## Biografia
Nato e cresciuto in Montana, secondo di quattro fratelli. Studia cinema alla Montana State University, dove si laurea in cinematografia, successivamente studia all'American Film Institute. Dahl inizia la propria carriera come storyboarder ed aiuto regista, contemporaneamente dirige diversi cortometraggi e videoclip musicali.
Dopo aver sceneggiato il film Investigazioni private, debutta con il suo primo lungometraggio per il grande schermo, Uccidimi due volte, con Val Kilmer, in seguito dirige L'ultima seduzione e Specchio della memoria, che gli danno la notorietà come regista di genere noir.
Nel 1998 dirige Edward Norton e Matt Damon ne Il giocatore, mentre nel 2001 dirige il thriller Radio Killer. Gli ultimi suoi film sono The Great Raid - Un pugno di eroi e You Kill Me.
Negli ultimi tempi ha lavorato prevalentemente per la televisione, dirigendo episodi di note serie televisive come Californication, Dexter, Breaking Bad, Hannibal, United States of Tara, The Vampire Diaries, True Blood, Falling Skies e Jessica Jones.

## Filmografia

### Regista

#### Cinema
- Uccidimi due volte (Kill Me Again) (1989)
- Red Rock West (1992)
- L'ultima seduzione (The Last Seduction) (1994)
- Specchio della memoria (Unforgettable) (1996)
- Il giocatore (Rounders) (1998)
- Radio Killer (Joy Ride) (2001)
- The Great Raid - Un pugno di eroi (The Great Raid) (2005)
- You Kill Me (2007)

#### Televisione
- Californication – serie TV, 10 episodi (2007-2014)
- True Blood – serie TV, 4 episodi (2008-2010)
- Dexter – serie TV, 16 episodi (2008-2013)
- Breaking Bad – serie TV, episodio 2x04 (2009)
- United States of Tara – serie TV, episodi 1x10-1x11 (2009)
- The Vampire Diaries – serie TV, 4 episodi (2009-2013)
- Justified – serie TV, 6 episodi (2010-2015)
- Homeland - Caccia alla spia (Homeland) – serie TV, episodio 2x07 (2012)
- Ray Donovan – serie TV, 11 episodi (2013-2020)
- Hannibal – serie TV, episodi 1x10-3x09 (2013-2015)
- The Americans – serie TV, episodi 1x12-2x08 (2013-2014)
- The Bridge – serie TV, episodi 1x11-2x11-2x13 (2013-2014)
- Outlander – serie TV, episodi 1x01-1x02 (2014)
- House of Cards - Gli intrighi del potere (House of Cards) – serie TV, episodi 3x07-3x08 (2015)
- The Affair - Una relazione pericolosa (The Affair) – serie TV, 5 episodi (2015-2017)
- Billions – serie TV, 5 episodi (2016-2023)
- The Good Doctor – serie TV, episodio 1x03 (2017)
- Yellowstone – serie TV, 4 episodi (2019-2020)
- The Walking Dead – serie TV, episodio 10x08 (2019)
- Evil – serie TV, 4 episodi (2019-2022)
- American Rust - Ruggine americana (American Rust) – serie TV, 5 episodi (2021)

### Sceneggiatore
- Investigazioni private (P.I. Private Investigations) (1987)
- Uccidimi due volte (Kill Me Again) (1989)
- Red Rock West (1992)